# Milena Mrazović
Milena Mrazović właśc. Milena Theresia Preindlsberger von Preindlsperg (ur. 28 grudnia 1863 w Bjelovarze, zm. 30 stycznia 1927 w Wiedniu) – bośniacka pisarka, dziennikarka, pianistka i kompozytorka.

## Życiorys
Pochodziła z zamożnej rodziny chorwackiej z Bjelovaru. W 1878 wraz z rodziną przeniosła się do Banja Luki, gdzie jej ojciec otrzymał posadę urzędnika w okupowanej przez Austro-Węgry Bośni. Rok później rodzina Mrazović przeniosła się do Sarajewa. W stolicy Bośni Milena Mrazović mieszkała przez kolejne 40 lat. Od dzieciństwa wyróżniała się talentem muzycznym. Po raz pierwszy wystąpiła publicznie grając na fortepianie na koncercie ku czci księżnej Stefanii, który odbył się w Banja Luce w maju 1881. W 1882 skomponowała Marsz Württemberga na cześć księcia Wilhelma Wirtemberskiego, gubernatora Bośni i Hercegowiny. W 1882 wydano w wiedeńskim wydawnictwie Eberla kompozycje napisane przez Mrazović – mazurek i polkę. Były to pierwsze znane utwory muzyczne skomponowane w Bośni i Hercegowinie.
W latach 1884–1885 Mrazović pracowała jako nauczycielka języka francuskiego w szkole dla dziewcząt w Sarajewie. W tym czasie zaczęła pisać do prasy lokalnej. Jej teksty ukazywały się w niemieckojęzycznych Neue Augsburger Postzeitung i Bosnische Post. Właściciel tego ostatniego czasopisma Eugen von Tõpfer był związany z Mileną Mrazović, a kiedy zapadł na nieuleczalną chorobę Mrazović przejęła kierownictwo czasopisma. W historii Bośni była pierwszą kobietą, która pracowała jako dziennikarka i pierwszą, która pełniła funkcję redaktora naczelnego czasopisma. W latach 1893–1894 rozbudowała siedzibę czasopisma i zwiększyła jego nakład. W tym czasie pisała także do czasopisma Reichpost, używając pseudonimu Milan.
W 1893 Mrazović wydała pierwszą książkę – zbiór opowiadań pt. Selam. Z jej inicjatywy udało się opublikować tomik poezji franciszkańskiego duchownego Grgi Marticia. Mrazović interesowała się etnografią, w czasie konnych podróży po kraju wspólnie z malarzem Augustem Böckiem zbierała lokalne bajki, opowiadania, notowała zwyczaje i przepisy. Szczególnie interesowały ją bośniackie stroje ludowe. W 1900 w Innsbrucku ukazały się jej wspomnienia z podróży, kilka lat później kolekcja bośniackich bajek. Należała do grona założycieli Narodowego Muzeum Bośni i Hercegowiny. Uhonorowaniem jej wkładu w badania nad kulturą ludową stało się przyjęcie Mrazović do Towarzystwa Antropologicznego w Wiedniu jako pierwszej kobiety w tym gronie (1889), a także zaproszenie do poprowadzeniu wykładu w wiedeńskim Towarzystwie Etnograficznym.
W 1896 wyszła za mąż za sarajewskiego lekarza Josefa Preindlsbergera (1863–1938). W czasie I wojny światowej towarzyszyła swojemu mężowi w Serbii, Czarnogórze, Albanii i we Włoszech pracując jako pielęgniarka. Po klęsce Austro-Węgier Mrazović i jej mąż zostali w 1919 deportowani przez władze Królestwa SHS do Austrii. Zamieszkała w Wiedniu, skąd pochodził jej mąż i gdzie do końca życia wygłaszała prelekcje o Bośni. Zmarła w sanatorium Löw w 1927.
Zgodnie z życzeniem Mileny Mrazović, po II wojnie światowej jej pasierb przekazał zbiory etnograficzne do Muzeum Narodowego w Sarajewie.